# Омельненська сільська рада
Омельненська сільська рада — орган місцевого самоврядування у Ківерцівському районі Волинської області з адміністративним центром у с. Омельне.

## Населені пункти
Сільській раді підпорядковані населені пункти:
- с. Омельне

## Населення
За переписом населення України 2001 року в сільській раді мешкало 779 осіб.

### Мова
Розподіл населення за рідною мовою за даними перепису 2001 року:
| Мова       | Відсоток |
| ---------- | -------- |
| українська | 99,63 %  |
| російська  | 0,37 %   |

## Склад ради
Рада складається з 16 депутатів та голови.

## Керівний склад сільської ради
| ПІБ                     | Основні відомості                                                      | Дата обрання | Дата звільнення |
| ----------------------- | ---------------------------------------------------------------------- | ------------ | --------------- |
| Зінчук Василь Федорович | Сільський голова, 1976 року народження, освіта, Блок «Петра Порошенка» | 2015році     |                 |
|                         |                                                                        |              |                 |

Примітка: таблиця складена за даними джерела